# Irving Baxter
Irving Knot (Irv) Baxter (Utica (New York), 25 maart 1876 – Utica (New York), 13 juni 1957) was een Amerikaanse atleet, die gespecialiseerd was in de springnummers. Hij was tweevoudig olympisch kampioen (hoogspringen en polsstokhoogspringen), vijfmaal Amerikaans kampioen hoogspringen en eenmaal Amerikaans kampioen polsstokhoogspringen.

## Loopbaan
Baxter vertegenwoordigde de Verenigde Staten op de Olympische Spelen van 1900 in Parijs in vijf verschillende springdisciplines. Hij won in totaal twee gouden en drie zilveren medailles. Zijn sterkste onderdelen waren het hoogspringen, verspringen en het hink-stap-springen uit stand, tot 1912 onderdeel van het atletiekprogramma op de Olympische Spelen.
Irving Baxter is de enige persoon, die op Olympische Spelen zowel het hoogspringen als het polsstokhoogspringen won.

## Titels
| Kampioenschap            | Onderdeel            | Jaar                         |
| ------------------------ | -------------------- | ---------------------------- |
| Olympisch kampioen       | polsstokhoogspringen | 1900                         |
| Olympisch kampioen       | hoogspringen         | 1900                         |
| Amerikaans kampioen AAU  | hoogspringen         | 1897, 1898, 1899, 1900, 1902 |
| Amerikaans kampioen      | hoogspringen         | 1907, 1908, 1909, 1910, 1912 |
| Amerikaans kampioen      | polsstokhoogspringen | 1899                         |
| Amerikaans kampioen IC4A | hoogspringen         | 1989                         |

## Persoonlijke records
| Onderdeel            | Prestatie | Jaar |
| -------------------- | --------- | ---- |
| hoogspringen         | 1,918 m   | 1918 |
| polsstokhoogspringen | 3,35 m    | 1900 |

## Prestaties
- Olympische Spelen 1900:
  -  - hoogspringen (OR; 1,90 m)
  -  - polsstokhoogspringen (OR; 3,30 m)
  -  - hoogspringen uit stand (1,525 m)
  -  - verspringen uit stand (3,135 m)
  -  - hink-stap-springen uit stand (9,95 m)

1896: Ellery Clark ·
1900: Irving Baxter ·
1904: Samuel Jones ·
1908: Harry Porter ·
1912: Alma Richards ·
1920: Richmond Landon ·
1924: Harold Osborn ·
1928: Robert Wade King ·
1932: Duncan McNaughton ·
1936: Cornelius Johnson ·
1948: John Winter ·
1952: Walter Davis ·
1956: Charles Dumas ·
1960: Robert Sjavlakadze ·
1964: Valeri Broemel ·
1968: Dick Fosbury ·
1972: Jüri Tarmak ·
1976: Jacek Wszoła ·
1980: Gerd Wessig ·
1984: Dietmar Mögenburg ·
1988: Hennadi Avdjejenko ·
1992: Javier Sotomayor ·
1996: Charles Austin ·
2000: Sergej Kljoegin ·
2004: Stefan Holm ·
2008: Andrej Silnov ·
2012: Erik Kynard ·
2016: Derek Drouin ·
2020: Gianmarco Tamberi & Mutaz Essa Barshim ·
2024: Hamish Kerr
1896: Welles Hoyt ·
1900: Irving Baxter ·
1904: Charles Dvorak ·
1908: Edward Cook & Alfred Gilbert ·
1912: Harry Babcock ·
1920: Frank Foss ·
1924: Lee Barnes ·
1928: Sabin Carr ·
1932: Bill Miller ·
1936: Earle Meadows ·
1948: Guinn Smith ·
1952: Bob Richards ·
1956: Bob Richards ·
1960: Don Bragg ·
1964: Fred Hansen ·
1968: Bob Seagren ·
1972: Wolfgang Nordwig ·
1976: Tadeusz Ślusarski ·
1980: Władysław Kozakiewicz ·
1984: Pierre Quinon ·
1988: Serhij Boebka ·
1992: Maksim Tarasov ·
1996: Jean Galfione ·
2000: Nick Hysong ·
2004: Tim Mack ·
2008: Steven Hooker ·
2012: Renaud Lavillenie ·
2016: Thiago Braz da Silva ·
2020: Armand Duplantis ·
2024: Armand Duplantis